# Apollinaire de Tambèla
Apollinaire Joachim Kyélem de Tambèla (n. 11 iunie 1958), cunoscut îndeosebi ca Apollinaire de Tambèla, este un avocat burkinez, politician african, scriitor, în prezent fiind prim-ministru al Burkinei Faso din 2022.

## Tinerețe
Apollinaire Joachim Kyélem de Tambèla s-a născut în Burkina Faso în 1958 în regiunea Ganzourgou din Burkina Faso. După ce a terminat studiile generale în țara sa, a plecat în Franța pentru a studia dreptul la Universitatea din Nisa, Nisa. Mai târziu, a devenit tânăr profesor la Universitatea din Ouagadougou, odată ce a terminat studiile în Franța.

## Carieră politică
Ca student în Franța în anii 1980, Tambèla a fondat o filială numită Comités de Défense de la Révolution („Comitetul pentru Apărarea Revoluției”), pentru a apăra și susține financiar lupta revoluționară din Burkina Faso în străinătate dusă de Sankara. În această perioadă, el s-a aliat și cu unele grupuri de stânga/marxiste din Franța precum: L'Union Nationale des Étudiants de France („Uniunea Națională a Studenților din Franța”) și L'Union des étudiants communistes („Uniunea Studenților Comuniști”). Înainte de a intra în politică, Tambèla și-a construit o carieră ca avocat și mai târziu ca personalitate de televiziune. A câștigat popularitate în rândul publicului datorită naturii sale deschise și criticii puternice la adresa exceselor guvernamentale. La 21 octombrie 2022, a fost numit prim-ministru al Burkinei Faso de către președintele Ibrahim Traoré. La scurt timp după numirea sa, una dintre primele acțiuni ale premierului Kyélem de Tambèla a fost de a cere o reducere a salariilor președintelui și ale diferiților miniștri. Acest lucru a fost în conformitate cu reformele guvernului Sankara, pentru care și-a declarat anterior angajamentul declarând: „Am spus deja că Burkina Faso nu poate fi dezvoltată în afara drumului stabilit de Thomas Sankara''.

### Prim-ministru
În 2022, Kyélem de Tambèla a fost numit în mod neașteptat prim-ministru al Burkinei Faso de către președintele Ibrahim Traoré. Deși nu avea niciun partid politic sau afiliere la vreunul, Kyélem de Tambèla a acceptat oricum postul.
Pentru prima sa vizită în străinătate ca prim-ministru, el a călătorit în Iran la invitația primului vicepreședinte al Iranului, Mohammad Mokhber. Acolo, el s-a întâlnit cu ministrul iranian de externe Ali Bagheri pentru a discuta despre consolidarea legăturilor dintre Iran și Burkina Faso.
A doua sa vizită în străinătate a fost în Mali, o țară condusă în mod similar de o juntă militară în urma loviturilor de stat din 2020 și 2021. În timpul acestei vizite, el a sugerat ca cele două țări să formeze o „federație”.

## Viață personală
Kyelem de Tambèla este, de asemenea, un autor de cărți despre cultura și politica din Burkina Faso și este cunoscut în toată Burkina Faso deoarece a fost prezentator la postul privat de televiziune BF1 TV, la programele Press Échos și 7 Infos.  Viața personală a lui Tambèla este mai puțin cunoscută. El este cunoscut pentru personalitatea sa polemistă și este un susținător al lui Sankara.